# Siri

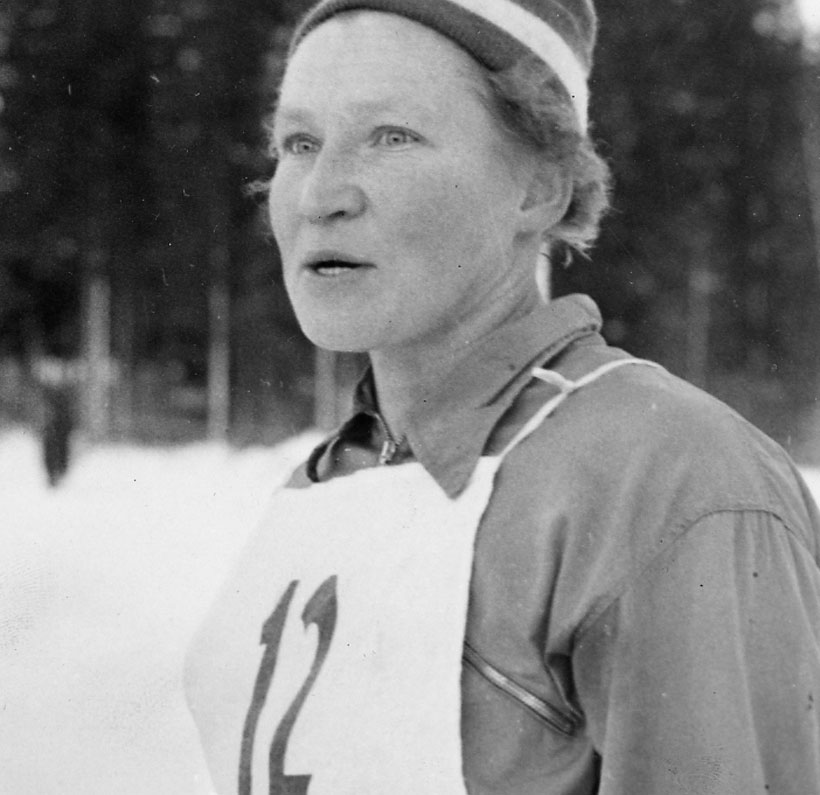
Siiri Rantanen, 1950-talet.

Siri är ett kvinnonamn, en vardaglig form av namnsdagsgrannen Sigrid; båda namnformerna har använts som dopnamn sedan 1600-talet.
Namnet var ett modenamn kring förra sekelskiftet. Den 31 december 2009 fanns det totalt 8218 personer i Sverige med namnet Siri, varav 4 972 med det som tilltalsnamn/förstanamn. År 2003 fick 164 flickor namnet, varav 98 fick det som tilltalsnamn.
Namnsdag i Sverige: 15 september, tillsammans med Sigrid. I den finlandssvenska namnsdagslängden har Siri namnsdag 19 juni sedan starten 1929, då en egen namnsdagskalender togs i bruk för finlandssvenskar, tillsammans med Sigrid.

## Personer vid namn Siri
- Siri Derkert, konstnär
- Siri von Essen, skådespelerska gift med August Strindberg
- Siri Hustvedt, amerikansk författare
- Siiri Rantanen, finländsk längdskidåkare
- Siri Thunström, svensk börsspekulant